# 严邦华
严邦华（1955年3月—），安徽省人，中华人民共和国政治人物、外交官。
2007年，接替田广凤担任中华人民共和国驻几内亚比绍大使。2010年，由李宝钧接任。2010，任中国驻巴塞罗那总领事。2013年，担任中华人民共和国驻乌拉圭共和国特命全权大使。